# جایزه انجمن منتقدان فیلم منطقه واشینگتن دی.سی. برای بهترین بازیگر نقش مکمل مرد

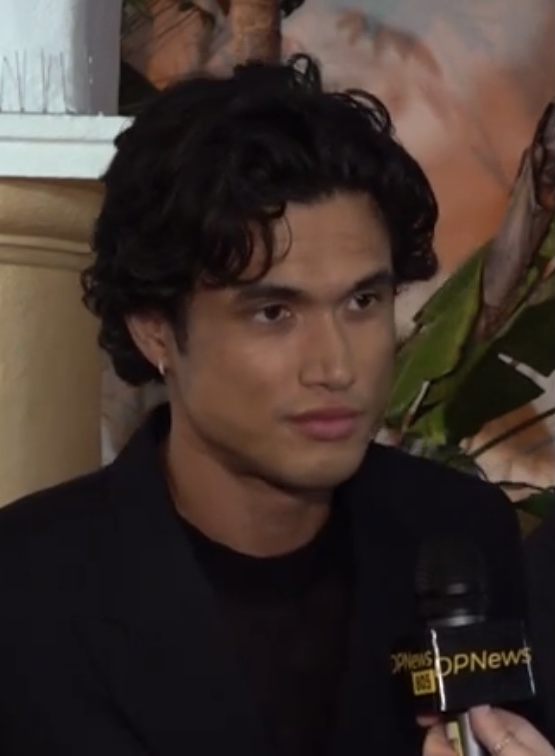
چارلز ملتون در جشنواره بین المللی فیلم سانتا باربارا 2024

جایزه انجمن منتقدان فیلم منطقه واشینگتن دی.سی. برای بهترین بازیگر نقش مکمل مرد (به انگلیسی: Washington D.C. Area Film Critics Association Award for Best Supporting Actor) یکی از جوایز سالانه است که توسط انجمن منتقدان فیلم منطقه واشینگتن دی.سی. اهدا می‌شود.

## برندگان و نامزدها

### دهه ۲۰۰۰
| سال  | بازیگر              | فیلم                    | نقش                     |
| ---- | ------------------- | ----------------------- | ----------------------- |
| ۲۰۰۲ | دنیس هیزبرت         | دور از بهشت             | ریموند دیگان            |
| ۲۰۰۲ | کریس کوپر           | اقتباس.                 | جان لاروش               |
| ۲۰۰۳ | بنیسیو دل تورو      | ۲۱ گرم                  | جک جردن                 |
| ۲۰۰۳ | الک بالدوین         | خنک‌کننده                | شلدون «شلی» کاپلو       |
| ۲۰۰۳ | تیم رابینز          | رودخانه مرموز           | دیو بویل                |
| ۲۰۰۳ | پیتر سارسگارد       | شیشه شکسته              | چاک لین                 |
| ۲۰۰۳ | کن واتانابه         | آخرین سامورایی          | لرد موریتسوگو کاتسوموتو |
| ۲۰۰۴ | جیمی فاکس           | وثیقه                   | مکس دیوروچر             |
| ۲۰۰۵ | پل جیاماتی          | مرد سیندرلایی           | جو گولد                 |
| ۲۰۰۵ | مت دیلون            | تصادف                   | گروهبان جان رایان       |
| ۲۰۰۵ | ترنس هاوارد         | تصادف                   | کمرون ثایر              |
| ۲۰۰۵ | جفری راش            | مونیخ                   | افرائیم                 |
| ۲۰۰۵ | پیتر سارسگارد       | جارهد                   | سرجوخه آلن تروی         |
| ۲۰۰۶ | جایمن هانسو         | الماس خونین             | سالامون وندی            |
| ۲۰۰۷ | خاویر باردم         | جایی برای پیرمردها نیست | آنتون چیگر              |
| ۲۰۰۸ | هیث لجر (پس از مرگ) | شوالیه تاریکی           | جوکر                    |
| ۲۰۰۹ | کریستف والتس        | حرامزاده‌های لعنتی       | هانس لاندا              |
| ۲۰۰۹ | وودی هرلسون         | پیام‌آور                 | کاپیتان تونی استون      |
| ۲۰۰۹ | آنتونی مکی          | مهلکه                   | گروهبان جی. تی. ساربورن |
| ۲۰۰۹ | آلفرد مولینا        | درس‌آموزی                | جک ملور                 |
| ۲۰۰۹ | استنلی توچی         | استخوان‌های دوست‌داشتنی   | جرج هاروی               |

### دهه ۲۰۱۰
| سال  | بازیگر            | فیلم                                | نقش                                |
| ---- | ----------------- | ----------------------------------- | ---------------------------------- |
| ۲۰۱۰ | کریستین بیل       | مشت‌زن                               | دیکی اکلاند                        |
| ۲۰۱۰ | اندرو گارفیلد     | شبکه اجتماعی                        | ادواردو ساورین                     |
| ۲۰۱۰ | جان هاکس          | زمستان استخوان‌سوز                   | تیردراپ دالی                       |
| ۲۰۱۰ | سم راکول          | محکومیت                             | کِنت واترز                          |
| ۲۰۱۰ | جفری راش          | سخنرانی پادشاه                      | لیونل لو                           |
| ۲۰۱۱ | آلبرت بروکس       | رانندگی                             | برنی رز                            |
| ۲۰۱۱ | کنت برانا         | هفته‌ای که با مریلین گذراندم         | لارنس الیویه                       |
| ۲۰۱۱ | جان هاکس          | مارتا مارسی می مارلین               | پاتریک                             |
| ۲۰۱۱ | کریستوفر پلامر    | تازه‌کارها                           | هال فیِلز                           |
| ۲۰۱۱ | اندی سرکیس        | ظهور سیاره میمون‌ها                  | سزار                               |
| ۲۰۱۲ | فیلیپ سیمور هافمن | استاد                               | لنکستر داد                         |
| ۲۰۱۲ | آلن آرکین         | آرگو                                | لستر سیگل                          |
| ۲۰۱۲ | خاویر باردم       | اسکای‌فال                            | رائول سیلوا                        |
| ۲۰۱۲ | لئوناردو دی‌کاپریو | جنگوی زنجیرگسسته                    | کالوین جی. کندی                    |
| ۲۰۱۲ | تامی لی جونز      | لینکلن                              | تادئوس استیونس                     |
| ۲۰۱۳ | جرد لتو           | باشگاه خریداران دالاس               | رایون                              |
| ۲۰۱۳ | دانیل برول        | شتاب                                | نیکی لائودا                        |
| ۲۰۱۳ | مایکل فاسبندر     | ۱۲ سال بردگی                        | ادوین اپس                          |
| ۲۰۱۳ | جیمز فرانکو       | تعطیلات بهاری                       | آلیِن                               |
| ۲۰۱۳ | جیمز گاندولفینی   | بحث کافیه                           | آلبرت                              |
| ۲۰۱۴ | جی. کی. سیمونز    | ویپلش                               | ترِنس فلچر                          |
| ۲۰۱۴ | ایثن هاک          | پسرانگی                             | میسون ایوانز سنیور                 |
| ۲۰۱۴ | ادوارد نورتون     | بردمن                               | مایک شاینر                         |
| ۲۰۱۴ | مارک رافلو        | فاکس‌کچر                             | دیو شولتز                          |
| ۲۰۱۴ | اندی سرکیس        | طلوع سیاره میمون‌ها                  | سزار                               |
| ۲۰۱۵ | ادریس البا        | جانوران بدون کشور                   | فرمانده                            |
| ۲۰۱۵ | پل دینو           | عشق و بخشش                          | برایان ویلسون (جوان)               |
| ۲۰۱۵ | تام هاردی         | بازگشته                             | جان فیتزجرالد                      |
| ۲۰۱۵ | مارک رایلنس       | پل جاسوس‌ها                          | رودلف ایبل                         |
| ۲۰۱۵ | سیلوستر استالونه  | کرید                                | راکی بالبوآ                        |
| ۲۰۱۶ | ماهرشالا علی      | مهتاب                               | خوآن                               |
| ۲۰۱۶ | جف بریجز          | اگر سنگ از آسمان ببارد              | مارکوس همیلتون                     |
| ۲۰۱۶ | بن فاستر          | اگر سنگ از آسمان ببارد              | تانر هووارد                        |
| ۲۰۱۶ | لوکاس هجز         | منچستر بای د سی                     | پاتریک چندلر                       |
| ۲۰۱۶ | مایکل شنون        | حیوانات شب‌زی                        | کارآگاه بابی آندِس                  |
| ۲۰۱۷ | سم راکول          | سه بیلبورد خارج از ابینگ، میزوری    | افسر جیسون دیکسون                  |
| ۲۰۱۷ | ویلم دفو          | پروژه فلوریدا                       | بابی هیکس                          |
| ۲۰۱۷ | آرمی همر          | مرا با نامت صدا کن                  | اولیور                             |
| ۲۰۱۷ | جیسون میچل        | گل‌گرفته                             | رانسل جکسون                        |
| ۲۰۱۷ | مایکل استولبارگ   | مرا با نامت صدا کن                  | آقای پرلمن                         |
| ۲۰۱۸ | ماهرشالا علی      | کتاب سبز                            | دان شرلی                           |
| ۲۰۱۸ | تیموتی شالامی     | پسر زیبا                            | نیک شف                             |
| ۲۰۱۸ | سام الیوت         | ستاره‌ای متولد شده‌است                | بابی مِین                           |
| ۲۰۱۸ | ریچارد ئی. گرانت  | هرگز می‌توانی مرا ببخشی؟             | جک هاک                             |
| ۲۰۱۸ | مایکل بی. جردن    | پلنگ سیاه                           | انیاداکا / اریک «کیلمونگر» استیونس |
| ۲۰۱۹ | برد پیت           | روزی روزگاری در هالیوود             | کلیف بوث                           |
| ۲۰۱۹ | تام هنکس          | روزی زیبا در محله                   | فرد راجرز                          |
| ۲۰۱۹ | جاناتان میجرز     | آخرین مرد سیاه‌پوست در سان فرانسیسکو | مونتگومری «مونت» آلن               |
| ۲۰۱۹ | آل پاچینو         | مرد ایرلندی                         | جیمی هوفا                          |
| ۲۰۱۹ | جو پشی            | مرد ایرلندی                         | راسل بوفالینو                      |

### دهه ۲۰۲۰
| سال  | بازیگر           | فیلم              | نقش        |
| ---- | ---------------- | ----------------- | ---------- |
| ۲۰۲۰ | لسلی اودم جونیور | یک شب در میامی    | سم کوک     |
| ۲۰۲۰ | ساشا بارون کوهن  | دادگاه شیکاگو هفت | ابی هافمن  |
| ۲۰۲۰ | دنیل کالویا      | یهودا و مسیح سیاه | فرد همپتون |
| ۲۰۲۰ | بیل مری          | روی صخره‌ها        | فلیکس کین  |
| ۲۰۲۰ | پال ریسی         | صدای متال         | جو         |